# Riverview Estates (Misuri)
Riverview Estates es una villa ubicada en el condado de Cass en el estado estadounidense de Misuri. En el Censo de 2010 tenía una población de 82 habitantes y una densidad poblacional de 131,92 personas por km².

## Geografía
Riverview Estates se encuentra ubicada en las coordenadas 38°44′56″N 94°31′29″O / 38.74889, -94.52472. Según la Oficina del Censo de los Estados Unidos, Riverview Estates tiene una superficie total de 0.62 km², de la cual 0.62 km² corresponden a tierra firme y (0%) 0 km² es agua.

## Demografía
Según el censo de 2010, había 82 personas residiendo en Riverview Estates. La densidad de población era de 131,92 hab./km². De los 82 habitantes, Riverview Estates estaba compuesto por el 96.34% blancos, el 0% eran afroamericanos, el 0% eran amerindios, el 0% eran asiáticos, el 0% eran isleños del Pacífico, el 0% eran de otras razas y el 3.66% pertenecían a dos o más razas. Del total de la población el 1.22% eran hispanos o latinos de cualquier raza.